# Fritz Elsas

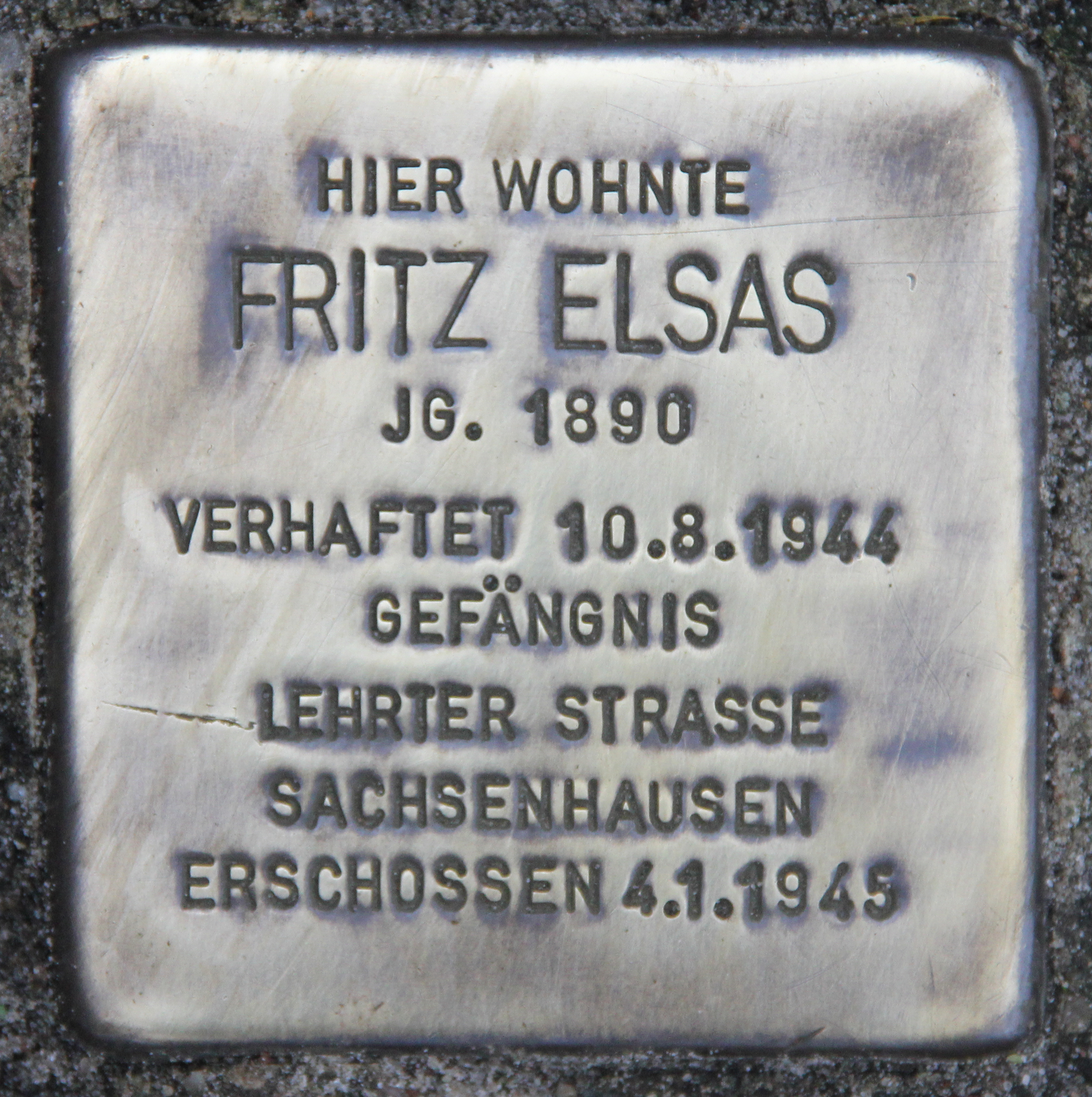
Snubbelsten för Fritz Elsas.

Fritz Elsas, född 11 juli 1890 i Cannstatt, död 4 januari 1945 i koncentrationslägret Sachsenhausen, var en tysk jurist, politiker (DDP) och motståndare till Adolf Hitler. Han var Berlins borgmästare mellan 1931 och 1933.
Efter 20 juli-attentatet mot Hitler 1944 erbjöd Elsas den efterspanade Carl Friedrich Goerdeler husrum. Den 10 augusti 1944 greps Elsas av Gestapo och fördes till Zellengefängnis Lehrter Straße i Berlin, där han utsattes för tortyr. I januari 1945 avrättades han av SS i Sachsenhausen. Hans hustru och barn placerades i Sippenhaft.